# Brygida Kuźniak
Brygida Justyna Kuźniak (née le 26 septembre 1966 à Cracovie) est une personnalité politique polonaise, présidente du Parti démocrate de janvier 2009 à janvier 2012. Elle est battue alors par Andrzej Celiński.
Diplômée en droit international de l'université Jagellonne de Cracovie où elle enseigne, elle a exercé ou exerce plusieurs mandats locaux au niveau régional ou municipal.